# Neostapfiella
Neostapfiella és un gènere de plantes de la subfamília de les cloridòidies, família de les poàcies És originari de Madagascar.
El gènere va ser descrit per A. Camus i publicat a Bull. Soc Linn. Lyon 5: 4. 1926.
Etimologia
El nom del gènere és probablement un diminutiu de Neostapfia (un gènere de la mateixa família).

## Espècies
- Neostapfiella chloridiantha A.Camus
- Neostapfiella humbertiana A. Camus
- Neostapfiella perrieri A. Camus[2]